# Plectranthus alpinus
Espèce
Plectranthus alpinus est une espèce de plantes de la famille des Labiées (Lamiaceae) qui fait partie des végétaux communément appelés coléus. Elle est originaire d'Afrique.

## Classification
Cette espèce a été décrite pour la première fois en 1872 par Vatke sous le nom binominal Coleus alpinus, renommée plus tard Plectranthus alpinus par Ryding en 1999.

### Synonymes
Selon World Checklist of Selected Plant Families (WCSP) (4 décembre 2015)
- Coleus alpinus Vatke (synonyme homotypique)
- Coleus assurgens Baker
- Coleus schoensis Gürke
- Coleus gracilentus S.Moore
- Coleus microtrichus Chiov.
- Coleus lebrunii Robyns
- Coleus wittei Robyns
- Plectranthus assurgens (Baker) J.K.Morton
- Coleus ascendens Gilli